# Alyssopsis
Alyssopsis là chi thực vật có hoa trong họ Cải.